# Pamela Adlon
Pour les articles homonymes, voir Adlon.
Pamela Adlon, née Segall le 9 juillet 1966 à New York, est une actrice et productrice américaine.

## Biographie
Sa fille, Gideon Adlon, est également actrice.
En 2025 elle préside le jury du 8e Festival Séries Mania.

## Filmographie

### Actrice

#### Cinéma
- 1982 : Grease 2 de Patricia Birch (en) : Dolores Rebchuck
- 1984 : Orphelins à louer (Growing Pains) de Robert Houston : Girl Joey
- 1986 : Willy/Milly (en) de Paul Schneider : Milly / Willy Niceman
- 1989 : Un monde pour nous (Say Anything...) de Cameron Crowe : Rebecca
- 1989 : Après minuit (en) (After Midnight) de Jim Wheat et Ken Wheat : Cheryl
- 1990 : Les Aventures de Ford Fairlane (The Adventures of Ford Fairlane) de Renny Harlin : Pussycats' band
- 1992 : Gate II de Tibor Takács : Liz
- 1992 : Les Aventures de Zak et Crysta dans la forêt de FernGully (FernGully: The Last Rainforest) : Fairy (voix)
- 1995 : Two Guys Talkin' About Girls : Tracy
- 1996 : Father Frost : Marphuska
- 1996 : Pluie de roses sur Manhattan (Bed of Roses) : Kim
- 1996 : Sergent Bilko (Sgt. Bilko) : Sgt. Raquel Barbella
- 1997 : Eat Your Heart Out : Samantha
- 1997 : Plump Fiction : Vallory Cox
- 1997 : Breast Men : Margaret
- 1998 : Waiting for Woody
- 1998 : Some Girl de Rory Kelly : Jenn
- 1998 : Les Aventures de Ronald McDonald (The Wacky Adventures of Ronald McDonald: Scared Silly) : McNugget #1 (voix)
- 2000 : Gen 13 : voix
- 2000 : Petit pari entre amis (Net Worth)
- 2000 : Vampire Hunter D : Bloodlust : Leila (voix)
- 2001 : La Cour de récré: Vive les vacances (Recess: School's Out) : Ashley Spinelli (voix)
- 2001 : La Trompette magique (The Trumpet of the Swan) de Richard Rich : A.G. Skinner (voix)
- 2001 : Recess Christmas: Miracle on Third Street : Ashley Spinelli
- 2003 : Dernier vol de l'Osiris (The Animatrix: Final Flight of the Osiris) : Jue (voix)
- 2003 : Animatrix (The Animatrix) : Jue (segment Final Flight of the Osiris) / Manabu (segment Beyond) (voix)
- 2003 : Beyond : Manabu (voix)
- 2003 : Frère des ours (Brother Bear) : voix
- 2003 : Recess: Taking the Fifth Grade : Spinelli (voix)
- 2004 : Scott, le film (Teacher's Pet) : Trevor/Taylor/Tyler (voix)
- 2005 : Lucky 13 : Brenda
- 2016 : First Girl I Loved : Sharon
- 2017 : I Love You, Daddy de Louis C.K. : Maggie
- 2018 : Bumblebee de Travis Knight : Sally Watson

#### Télévision

##### Séries télévisées et dessins animés
- 1983-1984 : Drôle de vie (The Facts of Life) : Kelly Affinado
- 1984 : Tribunal de nuit (Night Court ) : Andy/Stella
- 1986 : The Redd Foxx Show : Toni Rutledge
- 1991 : Les Razmoket (Rugrats) : voix
- 1992 : Down the Shore : Miranda Halpern (1992)
- 1993 : Problem Child : voix
- 1994 : Phantom 2040 : Sparks (voix)
- 1996 : Jumanji : Rock (voix)
- 1996 : Adventures from the Book of Virtues : Zach Nichols #1 (voix)
- 1996 : Couacs en vrac (Quack Pack) : Dewey Duck (voix)
- 1996 : Le Livre de la jungle, souvenirs d'enfance (Jungle Cubs) : Baloo the Bear (voix)
- 1997 : Spawn : Judy (voix)
- 1997 : Les 101 Dalmatiens, la série : Lucky (voix)
- 1997 : Pepper Ann : Margaret Rose 'Moose' Pearson (voix)
- 1997 : La Cour de récré (Recess) : Ashley Funicello Spinelli (voix)
- 1997-2009 : Les Rois du Texas (King of the Hill) : Bobby Hill (en) (voix)
- 1999 : Rusty le robot (Big Guy and Rusty the Boy Robot) : Rusty, the Boy Robot/Jo (voix)
- 2000 : Teacher's Pet (en) : Tyler, Tayler, and Trevor
- 2001 : Major Flake
- 2003 : Jakers! The Adventures of Piggley Winks : Hector MacBadger (voix)
- 2003 : Razbitume ! (All Grown Up) : Sean (voix)
- 2005 : Lucky Louie : Kim
- 2006-2019 : Lucas la Cata : Horrid Henry (Lucas la Cata en V.F)
- 2007 - 2014 : Californication : Marcy Runkle
- 2009 : Monk (Saison 7, épisode 11) : Sarah Longson
- Teen Titans Go! : Rose Wilson
- 2010 : Louie : Pamela
- 2014 : The Leftovers : Jesse
- 2016 : Better Things : Sam (également créatrice et co-scénariste)

##### Téléfilms
- 1982 : Little Darlings de Joel Zwick
- 1984 : The Fantastic World of D.C. Collins de Leslie H. Martinson : Tatyana
- 1986 : Pleasures : Claudia
- 1988 : A Family Again : Pam
- 1994 : Edith Ann: A Few Pieces of the Puzzle (voix)

### Productrice
- 2010 à 2015 : Louie
- 2016 : Better Things (également créatrice et co-scénariste)

## Distinction

### Nomination
- Critics' Choice Television Awards 2021 : Meilleure actrice dans une série télévisée comique pour Better Things [1]

## Ludographie
- 1997 : Fallout : Nicole